# Vila Nova da Rainha (Azambuja)
Vila Nova da Rainha es una freguesia portuguesa del concelho de Azambuja, con 24,06 km² de superficie y 710 habitantes (2001). Su densidad de población es de 29,5 hab/km².

## Galería

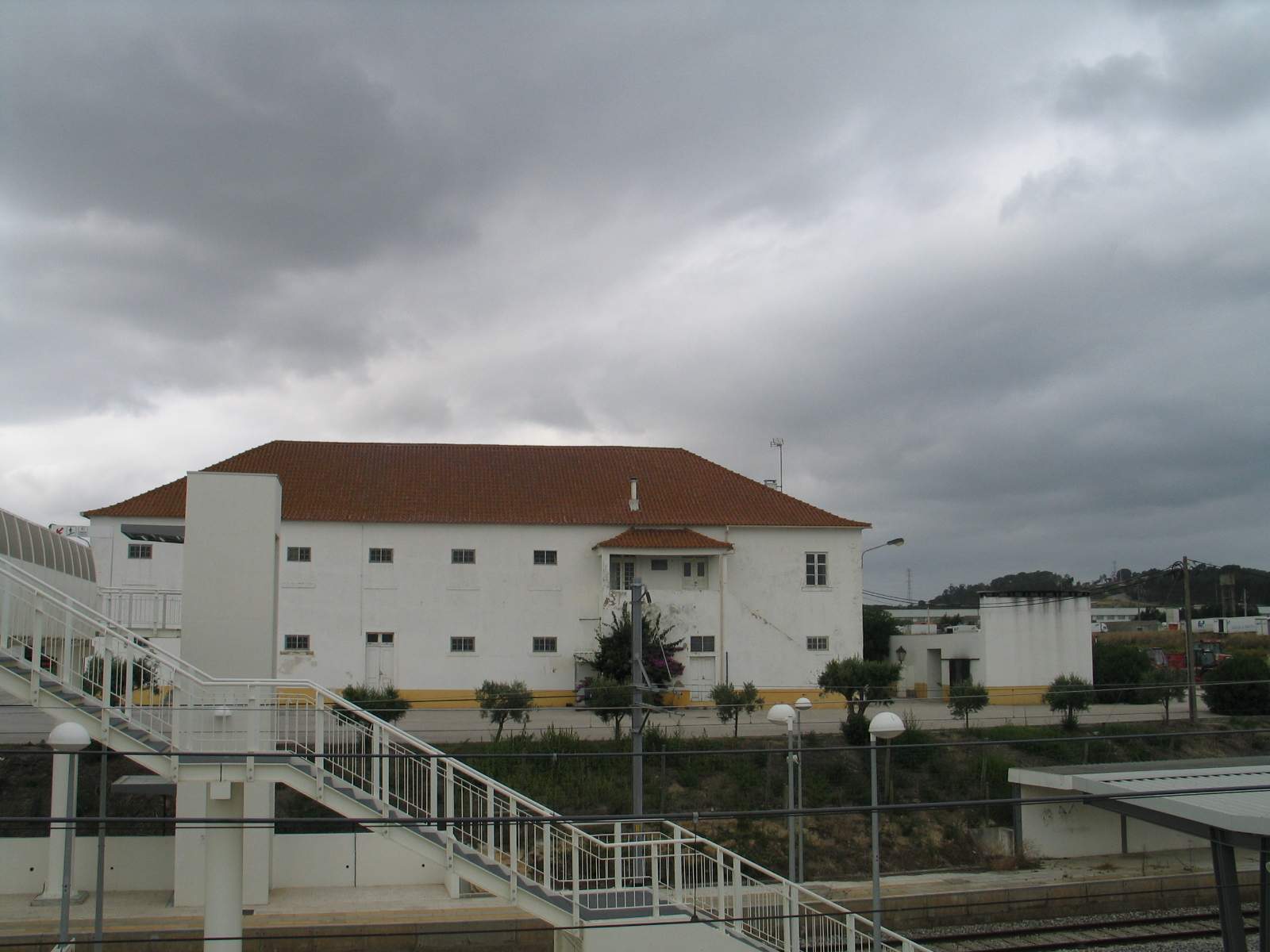
Antiguo edificio de la Escuela Militar de Aviación.